# 松田三徳
松田 三徳（まつだ みのり、1886年（明治19年）6月11日 - 1962年（昭和37年）12月19日）は、明治末から昭和期の実業家、政治家。衆議院議員。旧姓・小島。

## 経歴
香川県三野郡、のちの三豊郡詫間村（詫間町を経て現三豊市詫間町）で小島家に生まれ、1897年（明治30年）松田寛吾の養子となり家督を相続した。1909年（明治42年）慶應義塾大学部法律科を卒業した。一年志願兵として入隊し陸軍三等主計に任官し除隊した。
台湾総督府秘書官、同官房秘書課長を務めた。帰郷して農業、塩業を営む。讃岐産業取締役、讃岐米肥社長、日本マグネシユーム取締役などを務めた。
政界では香川県会議員、所得税調査委員、相続税調査委員、官有財産調査会委員、小作制度調査会委員などを務めた。1917年（大正6年）4月の第13回衆議院議員総選挙で香川県郡部から憲政会所属で出馬して初当選。その後、第14回（香川県第6区、無所属）、第15回（香川県第6区、憲政会公認）、第16回総選挙（香川県第2区、立憲民政党公認）でも再選され、衆議院議員に連続4期在任した。

## 著作
- 『世界大戦後の我国民思潮』警文社、1919年。